# افتخار آفاق (آلبوم)
 افتخار آفاق نام یک آلبوم موسیقی اثر جلیل شهناز، هنرمند ایرانی است که در سبک سنتی تهیه شده و دارای ۸ آهنگ است.

## فهرست آهنگ‌ها
| ردیف | آهنگ      |
| ۱    | افشاری    |
| ۲    | چهارمضراب |
| ۳    | دشتی      |
| ۴    | دل‌انگیز   |
| ۵    | چرخش      |
| ۶    | پروانه    |
| ۷    | شور شهناز |
| ۸    | شور       |